# میدان خان و بازارهای اطراف
میدان خان و بازارهای اطراف مربوط به دوره قاجار است و در شهرستان یزد، ضلع جنوبی خیابان قیام واقع شده و این اثر در تاریخ ۲۱ اردیبهشت ۱۳۶۵ با شمارهٔ ثبت ۱۷۰۹ به‌عنوان یکی از آثار ملی ایران به ثبت رسیده است.